# Maikel Scheffers
Maikel Scheffers (* 7. September 1982 in ’s-Hertogenbosch) ist ein niederländischer Rollstuhltennisspieler.

## Karriere
Maikel Scheffers ist sowohl im Einzel als auch im Doppel aktiv. In beiden Disziplinen führte er bereits die Weltrangliste an: Im Einzel gelang ihm dies erstmals am 19. Dezember 2011, im Doppel am 27. Juni 2011. Die Australian Open gewann er 2012, die French Open im Jahr zuvor. Bei den US Open stand er 2009 im Endspiel. Das Wheelchair Tennis Masters gewann er im Jahr 2009. Im Doppel gewann er sämtliche Grand Slams jeweils einmal: die Australian Open 2011, die French Open 2008, Wimbledon 2011 und die US Open 2010. Das Doppel-Masters gewann er 2006, 2009 und 2010.
Bei den Paralympischen Spielen nahm Maikel Scheffers bislang zweimal teil. 2008 gewann er in Peking die Bronzemedaille im Einzel. Im Doppel war er gemeinsam mit Ronald Vink im Spiel um Bronze unterlegen. 2012 in London verlor er ebenfalls das Spiel um Bronze, diesmal im Einzel. Im Doppel erreichte er mit Tom Egberink das Viertelfinale.
Im August 2018 wurde Scheffers in den neugegründeten Spielerrat (ITF Wheelchair Tennis Player Council) der ITF gewählt, der am 1. Januar 2019 seine Arbeit aufnahm. Er wurde für eine zweite (2021–2022) und dritte (2023–2024) Amtszeit wiedergewählt. Der Spielerrat vertritt die Interessen der Spielerinnen und Spieler und berät die ITF in Fragen der Regularien.